# Братт
Братт (фр. Bratte) — коммуна во французском департаменте Мёрт и Мозель, региона Лотарингия. Относится к  кантону Номени.

## География
Расположен в 14 км к северу от Нанси. Соседние коммуны: Муаврон на северо-востоке, Виль-ле-Муаврон на востоке, Монтенуа на юге, Фо на юго-западе, Белло и Сиври на северо-западе.

## Демография
Население коммуны на 2010 год составляло 39 человек.
| 1962 | 1968 | 1975 | 1982 | 1990 | 1999 | 2010 |
| ---- | ---- | ---- | ---- | ---- | ---- | ---- |
| 32   | 17   | 16   | 30   | 42   | 42   | 39   |